# 마쓰이 야스요시

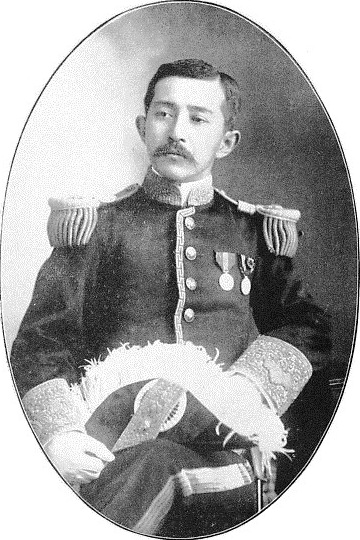
마쓰이 야스요시

마쓰이 야스요시(松井康義)는 메이지 시대의 화족이다. 작위는 자작. 마쓰이가(옛 가와고에번주 가문) 제14대 당주. 옛 성은 마쓰다이라(松平).